# Lidia Kulikovski
Lidia Kulikovski (ur. 8 marca 1951  w Nicoreni) – mołdawska bibliotekarka i bibliograf.

## Życiorys
Jej rodzice Leonid i Nina Atamanowie prowadzili gospodarstwo w Nicoreni koło Drochia. W 1973 roku ukończyła bibliotekoznawstwo na Państwowym Uniwersytecie Mołdawskim. W 1976 roku wyszła za mąż za inżyniera Wiktora Kulikovskiego. Mają dwie córki.
W 2003 roku obroniła pracę doktorską Ewolucja usług bibliotecznych dla osób nieprzystosowanych społecznie w kontekście demokratyzacji społeczeństwa uzyskując stopień doktora pedagogiki. Po ukończeniu studiów kierowała filią Biblioteki Miejskiej w Kiszyniowie. W latach 1978–1982 była szefową sieci bibliotecznej w Kaguł. W 1990 roku wróciła do Biblioteki Miejskiej w Kiszyniowie i do 2013 roku kierowała tą placówką. W 2013 roku przeszła na emeryturę.
Jako profesor nadzwyczajny prowadziła w latach 1998–2003 zajęcia na Wydziale Dziennikarstwa i Nauk o Komunikacji oraz Wydziale Bibliotekoznawstwa i Informacji Uniwersytetu Mołdawskiego z: historii bibliotek, usług informacyjnych dla osób nieprzystosowanych społecznie, socjologii książki i czytania, zarządzania projektami dla bibliotek. Te same zajęcia prowadziła dla bibliotekarzy w ramach kursów organizowanych przez Stowarzyszenie Bibliotekarzy. W latach 2000–2004 kierowała Stowarzyszeniem Bibliotekarzy Republiki Mołdawii. W 2002 roku założyła czasopismo bibliotekarskie BiblioPolis, a od 1999 roku była zastępcą redaktora naczelnego czasopisma dla bibliotekarzy Magazin bibliologic. Odbyła staże w wielu bibliotekach na świecie, w tym w 2006 roku w Polsce.
Jest autorką projektów takich jak: Bibliografii basarabene w ramach którego opracowano nowe bibliografie twórczości wybitnych współczesnych twórców, artystów i naukowców i Servicii de bibliotecă pentru minoritățile naționale (Usługi biblioteczne dla mniejszości narodowych) w ramach którego w Kiszyniowie otwarto 6 bibliotek ze zbiorami w języku rosyjskim, ukraińskim, bułgarskim, polskim i innych. Nadano im imiona wielkich twórców danej narodowości: Michaiła Łomonosowa, Łesi Ukrainki, Icyka Mangera, Christo Botewa, Mihaila Çakira i Adama Mickiewicza.

## Publikacje
Jest autorką około 350 prac naukowych, bibliografii, wywiadów, przedmów i esejów. Jest również redaktorką książek o mołdawskich pisarzach, artystach i naukowcach, wydawanych przez Bibliotekę Miejską.

## Odznaczenia
- 1987  Tytuł honorowego pracownika kultury[1]
- 1996  Medal Meritul Civic[6]
- 2001 Tytuł Managerul secolului XXI (Menedżer XXI wieku)[1]
- 2010  Ordinul Gloria Muncii (Order Chwała Pracy)[7]